# Chubblås

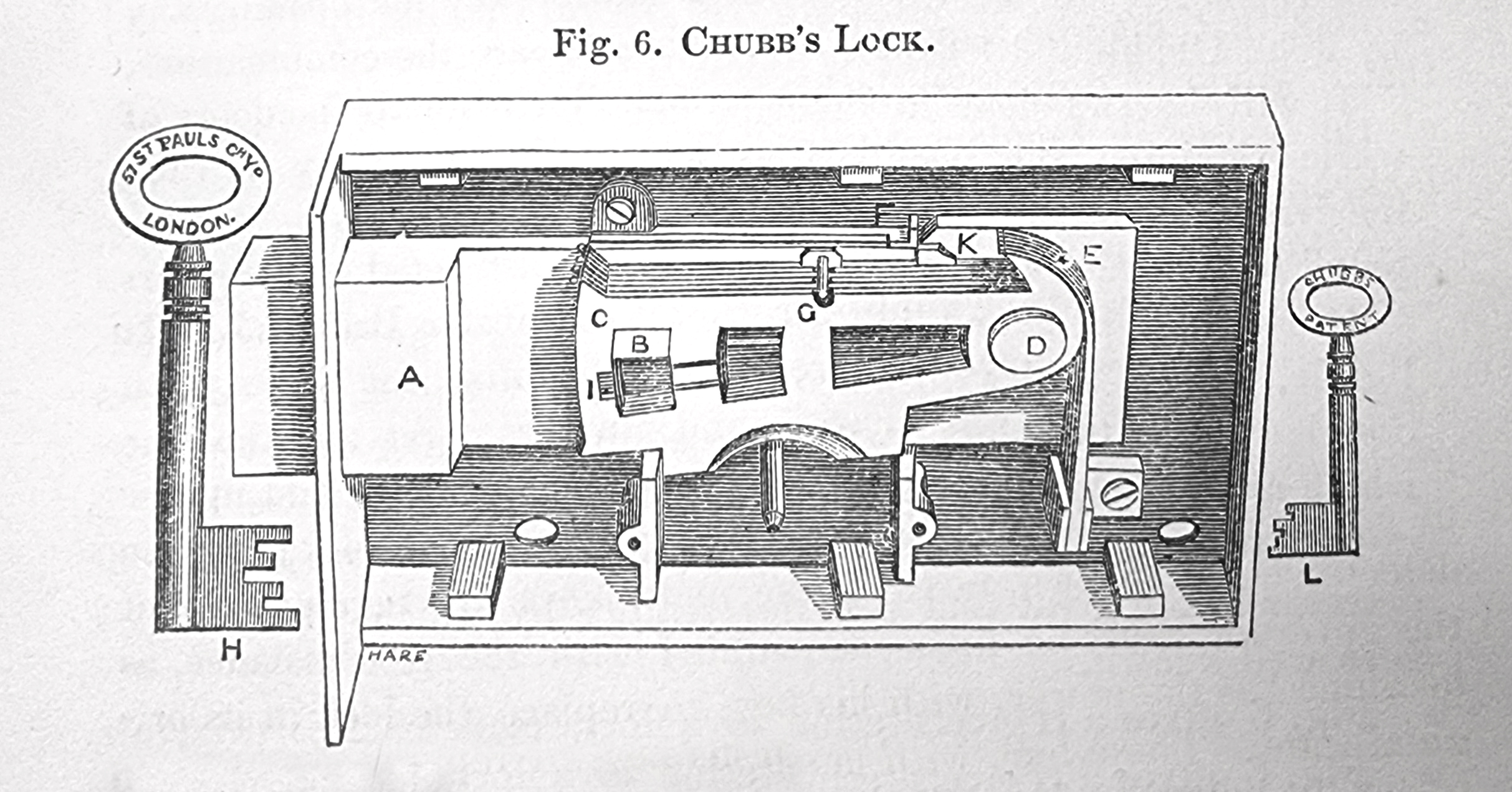
Diagram över ett Chubb-lås

Chubb-låset har en speciell anordning som signalerar försök att öppna låset med orätt nyckel. Låset är känt eftersom det dröjde till världsutställningen i London 1852 innan någon lyckades dyrka upp låset. Låset var den engelske uppfinnaren Jeremiah Chubbs bidrag till en statligt sponsrad tävling för att skapa det odyrkbara låset.  Låset patenterades och började säljas 1818 av broderns företag Chubb Locks.
Chubb-låset kommer när man försöker dyrka det att låsa låset, denna säkerhetsmekanism kräver en speciell nyckel för att låsa upp. 
Firman Chubb & Son är känd för avancerade låskonstruktioner. Med genom tiderna något varierade namn finns företaget än i dag och ägs sedan 2000 av Assa Abloy.